# Елліноросон
37°59′51″ пн. ш. 23°46′28″ сх. д. / 37.99750° пн. ш. 23.77444° сх. д.
Елліноросон (грец. Ελληνορώσων — греко-руський) — район Афін, являє собою продовження району Абелокіпі. Первісно заселений іммігрантами першої хвилі з Росії та інших радянських республік, звідки походить назва.
З півдня район обмежує проспект Катенакі (λεωφόρος Κατεχάκη), зі сходу — проспект Месогейон (λεωφόρος Μεσογείων), із заходу — проспект Кіфіссіас. На півночі район межує із передмістям Афін Нео-Психіко. Основні вулиці — Каратеодорі (οδός Καραθεοδωρή), Георгіоса Влахоса (οδός Γεωργίου Βλάχου) та вулиця Адріана (οδός Αδριανείου).
Найбільше спортивне товариство — Етнікос Елліноросон.